# NGC 6456
NGC 6456 (други обозначения – ZWG 322.4, ZWG 321.34, PGC 60729) е елиптична галактика (E) в съзвездието Дракон.
Обектът присъства в оригиналната редакция на „Нов общ каталог“.